# Diocesi di Sarda
La diocesi di Sarda (in latino Dioecesis Sardensis o Sardinensis) è stata una sede della Chiesa cattolica suffraganea dell'arcidiocesi di Antivari. Fu soppressa nel XVI secolo.

## Storia
La diocesi fu eretta nel XII secolo.
Nel 1428 la diocesi fu unita alla diocesi di Dagno, ma l'unione fu di breve durata.
Nel 1444 le tre diocesi di Dagno, Sarda e Sapë furono unite. Anche questa unione fu di breve durata.
Nel 1491 la sede fu unita alla diocesi di Sapë, ma ancora nel XVI secolo si ebbero due distinte linee episcopali con occasionali unioni in persona episcopi.
Nel 1594 l'ex cattedrale, dedicata alla Beata Vergine Maria, era in rovina.
Dal 1933 Sarda è annoverata tra le sedi vescovili titolari della Chiesa cattolica; la sede è vacante dal 20 agosto 2024.

## Cronotassi

### Vescovi
- Anonimo † (menzionato nel 1190)
- Teodoro † (prima del 1192 - dopo il 1248)
- Pietro Tibertini, O.F.M. † (27 giugno 1260 - ?)
- Tolomeo, O.E.S.A. † (prima del 1278 - 2 marzo 1286 nominato vescovo di Ravello)
  - Sede vacante (1286-1291)
- Tanusio †
- Pietro † (11 giugno 1291 - ?)
- Giovanni † (? - circa 1379 deceduto)
- Giovanni Nicasii, O.F.M. † (26 marzo 1379 - ?)
- Giacomo di Borgo, O.E.S.A. † (16 novembre 1381 - 13 settembre 1396 nominato vescovo di Bisarcio)
- Francesco da Domodossola, O.F.M. † (13 settembre 1396 - 1396)
- Enrico † (1396 - 1396)
- Mariano Cinzi, O.S.B. † (27 novembre 1396 - ?)
- Andrea Murić † (1402 - 11 febbraio 1411 nominato vescovo di Albania)
  - Giovanni Palumbi † (10 febbraio 1412 - ?) (antivescovo)
- Pietro Mattia Pribissa † (23 luglio 1428 - ?)
- Shtjefën Dukagjini † (28 luglio 1444 - ?)
- Giacomo † (23 luglio 1460 - ?
- Domingo García, O.P.  † (5 luglio 1508 - ?)
- Ambrogio Montesini † (30 luglio 1512 - ?)
- Giorgio † (? - circa 1514 deceduto)
- Diego Fernández, O.P. † (20 novembre 1514 - ?)

### Vescovi titolari
- Luis Baldo Riva, C.SS.R. † (13 marzo 1969 - 15 gennaio 1978 dimesso)
- Roland Pierre DuMaine † (24 aprile 1978 - 27 gennaio 1981 nominato vescovo di San Jose in California)
- François Xavier Nguyễn Văn Sang † (24 marzo 1981 - 3 dicembre 1990 nominato vescovo di Thái Bình)
- Ramiro Moliner Inglés † (2 gennaio 1993 - 20 agosto 2024 deceduto)